# Astroblepus supramollis
Astroblepus supramollis är en fiskart som beskrevs av Pearson, 1937. Astroblepus supramollis ingår i släktet Astroblepus och familjen Astroblepidae. Inga underarter finns listade.